# Anaxagoras
Anaxagóras (født ca. 500 f.v.t., i Klazomenai i Lilleasien, i nærheden af vore dages Smyrna, død 428 f.v.t.) var en græsk filosof, førsokratiker, der flyttede til Athen i 464 f.v.t.

## Biografi
Anaxagoras bragte filosofien til Athen; han sluttede sig til kredsen af kunstnere og digtere, der samlede sig omkring Perikles. Men ligesom senere Protagoras og Sokrates oplevede han, at blive anklaget for blasfemi af athenerne. Det var gået tilbage med Perikles' magt; og Anaxagoras blev kritiseret for sine udtalelser om, at Solen ikke er en guddom, men en glødende masse, "noget større end Peloponnes". Den aldrende filosof flyttede tilbage til Lilleasien, og skal ved afrejsen have sagt: "Naturen har for længst afsagt dom i sagen mellem mine anklagere og mig." 

## Verdenssyn
Anaxagoras var især interesseret i astronomi. Med sine iagttagelser nåede han frem til nye og vigtige resultater. Af en meteorsten, der var faldet ned i Dardanellerne og blev æret som guddommelig af lokalbefolkningen, trak han den slutning, at himmellegemer er af den samme beskaffenhed som Jorden. Han tænkte sig muligheden af andre planeter, og at der boede mennesker på disse. Han forstod, at Månen får sit lys fra Solen, og kunne dermed forklare solformørkelser videnskabeligt. Det sidste kom Perikles til nytte, en gang da en formørkelse spredte panik blandt de attiske flådemandskaber.  Denne kan tidsfæstes til 30. april 462 f.Kr. 
"Alle ting var sammen" - sådan indleder Anaxagoras sit skrift. Fra denne masse blev verden til i en kredsbevægelse; men efter hans mening kunne det ikke være sket af sig selv. Der var tale om en "første bevæger", der satte bevægelsen i gang. Han kaldte denne nous (= ånden). Han skal have udtalt, at denne ånd var Zeus. Efter "åndens" igangsættelse af verden, forløber processen efter Anaxagoras' mening mekanisk, helt af sig selv. Det afgørende nye ved hans tanke er, at verdens start skyldtes en åndelig magt. Stof og ånd ses som adskilt. 
Anaxagoras mente også, at naturen var delt op i meget små dele. Delene var ikke synlige for øjet. Alle ting kan deles i mindre stykker, men indeholder stadig lidt af alting. Med det menes der at ligesom i vores celler er både vores øjenfarve, vores højde, hudfarve og hårfarve kunne man også ud fra de mindste dele se helheden.

## Eftermæle
Et af Månens kratere er opkaldt efter Anaxagoras. 
Euripides hyldede Anaxagoras i vers:
Lykkelig den, der har viden,
vundet ved forskende virke. Ej ondt
han stifter blandt landsmænd; ejheller selv
han forledes til uærlig handling.
Kun i naturen den evige orden han søger;
hvori den består; af hvad den er runden; hvordan.
I sådanne mænd finder tanker
om lavhed og udåd aldrig et hjem. 